# Новое Беркаево
Новое Беркаево  — деревня в Торжокском районе Тверской области. Входит в состав Мирновского сельского поселения.

## География
Находится в центральной части Тверской области на расстоянии приблизительно 14 км на восток по прямой от районного центра города Торжок.

## История
До 1917 года не отмечалась, в деревне на 1924 год был учтен 21 двор. До 2017 года входила в Клоковское сельское поселение.

## Население
Численность населения: 4 человека (русские 100 %) в 2002 году, 0 в 2010.